# سباق الخيل

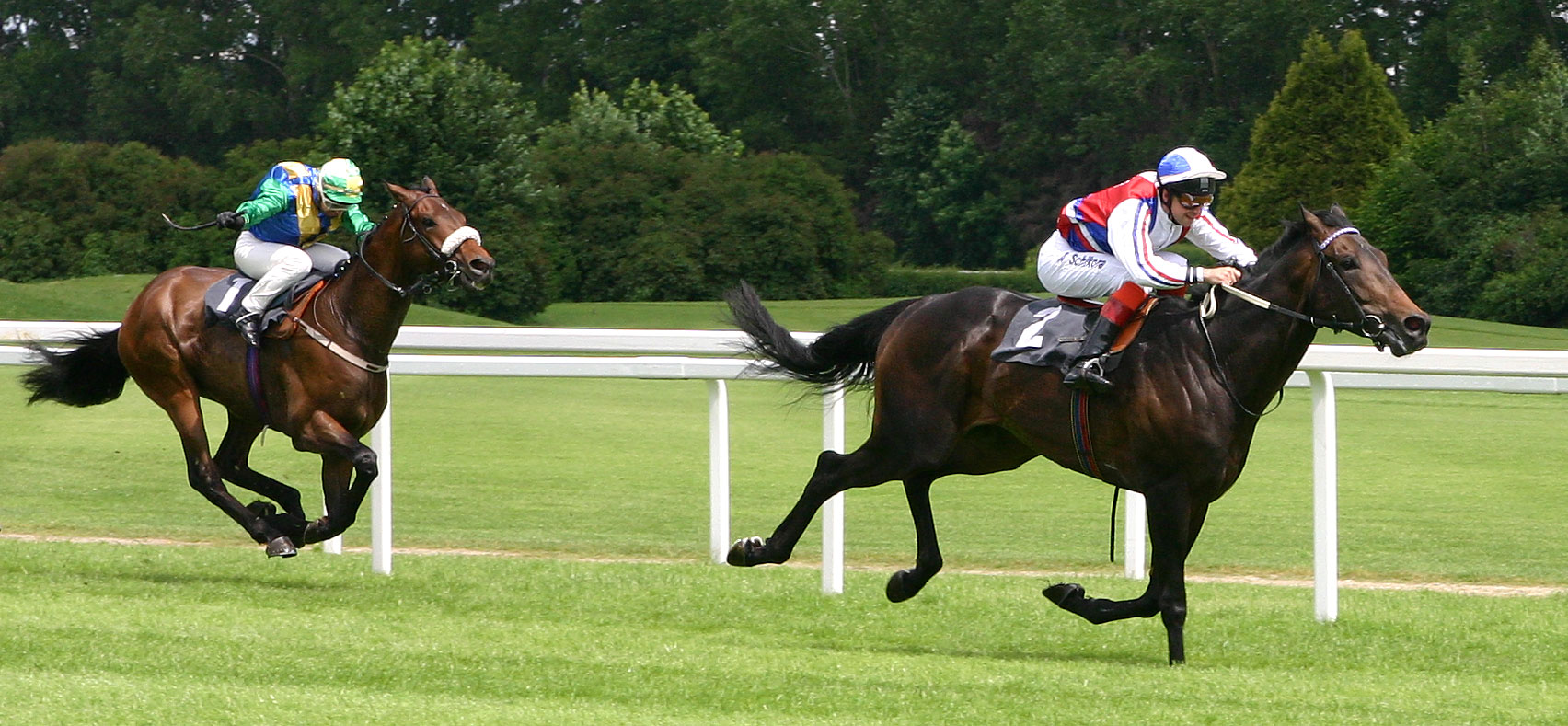
سباق خيل في ميونخ، ألمانيا

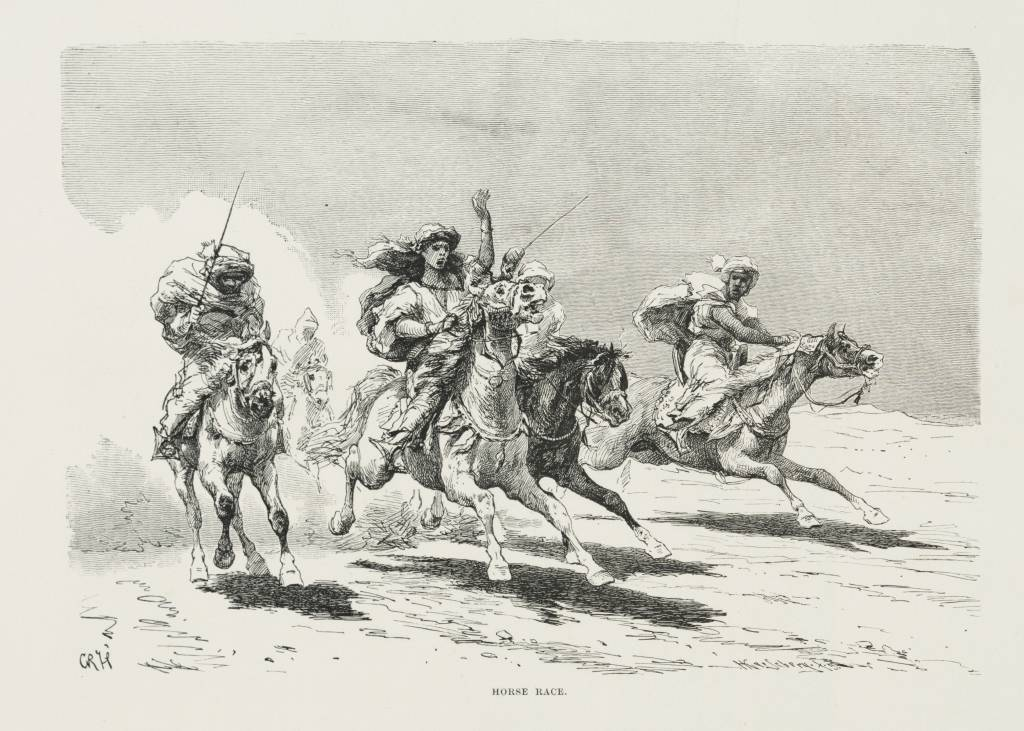
سباق خيول في مصر 1878م

سباق الخيل هي رياضة فروسية تمارس منذ قرون عديدة. تعدّ ممارسة سباقات المركبات التي تقودها الخيول في الإمبراطورية الرومانية السابقة أحد الأمثلة المبكرة لذلك. يختلف أسلوب السباق ومسافاته وأنواع الأحداث فيه بشكل كبير من دولة إلى أخرى. تعرض العديد من البلدان أنواعاً مختلفة من سباقات الخيل. إلى جانب الجوائز الموزعة للفائزين في السباق، تمارس في بعض الدول قمار ورهان للسباقات.
المسافة الكاملة التي تجريها الخيل في سباق جراند ناشيونال في انيتري هي 7٫2 كم، وفي إبسوم ديربي 4٫2 كم وفي كلا السباقين فيها حواجز على مسافات غير متساوية.
أما سباق الكنتاكي ديربي وسباق كأس دبي العالمي الأغنى في العالم فمسافتهما كيلومتران 2 فهي من نوع سباقات الأرض المنبسطة (بالإنجليزية: Flat Races)‏.
تُسمَّى الخيل المستخدمة في السباق: خيل الرهان أو السباق أو السَّبَق.